# 12343 Martinbeech
12343 Martinbeech (1993 DT1) là một tiểu hành tinh vành đai chính được phát hiện ngày 26 tháng 2 năm 1993 bởi Spacewatch ở Kitt Peak.